# Serge Legagneur
Serge Legagneur, né le 10 janvier 1937 à Jérémie en Haïti et mort le 30 juin 2017, est un poète haïtien exilé au Québec.

## Biographie
Serge Legagneur effectue des études de littérature et cofonde le groupe Haïti-littéraire. Il s'implique dans le milieu littéraire haïtien, en dirigeant la revue Semences et en participant à la revue sonore Prisme (associée à Radio Cacique),.
C'est en 1965 qu'il s'exile à Montréal pour fuir le régime dictatorial de François Duvalier. Il rejoint ses amis les poètes Émile Ollivier et Anthony Phelps.
Il s'occupe de l'animation des soirées poétiques les Lundis du Perchoir d'Haïti, qui permettront à plusieurs poètes du Québec et d'Haïti de se rencontrer. Le poète Gaston Miron appelle ce groupe informel «Batèche batouque».
En plus de ses études en littérature, Serge Legagneur obtient un baccalauréat en psychopédagogie à l'Université du Québec à Montréal,. Il enseigne le français dans des écoles secondaires.
Son œuvre poétique fait l'objet d'études universitaires et est traduite dans différentes langues.
En 1990, la revue Liberté publie une correspondance entre Serge Legagneur et Paul Chamberland intitulée « Aux armes, écrivains!... ». Legagneur y explique le lien fort qu'il voit entre la poésie et l'existence : «Pour ma part, la poésie demeurera sans cesse mobilisation et engagement immédiats de l'être dans sa totalité.» 
Serge Legagneur est lauréat du Prix du Gouverneur général 1997 pour la poésie.
Il fait l'annonce, dans les années 1990, qu'il prend sa retraite de la poésie, qu'il «change de métier».
En juin 2017, Serge Legagneur décède des suites d'un cancer à Montréal au Québec (Canada),,.

## Œuvres

### Recueils de poésie
- Textes interdits, Montréal, Éditions Estérel, 1966, 136 p.
- Textes en croix, Montréal, Éditions Nouvelle Optique, 1978, 147 p.  (ISBN 978-0-88579-012-8)
- Le Crabe, illustré par Roland Giguère, Montréal, Estérel, 1981, 28 p.  (ISBN 978-2-92004-417-3)
- Inaltérable, avec des dessins de Gérard Tremblay, Saint-Lambert / Chambly, Éditions du Noroît, 1983, 56 p.  (ISBN 978-2-89018-076-5)
- Textes muets, avec sept bois gravés de Janine Leroux-Guillaume, Saint-Lambert, Noroît (Québec) / La table rase (France), 1987, 115 p.  (ISBN 978-2-89018-147-2)
- Glyphes, avec 9 dessins de Gérard Tremblay, Montréal, Éditions Équateur-Cidhica, 1989.
- Dialogue d'île en île, de Montréal à Haïti (Dialogue épistolaire entre Jacques Godbout et Émile Ollivier; Monique Proulx et Dany Laferrière; Paul Chamberland et Serge Legagneur; Jacques Brault et Jean-Richard Laforêt.), Éditions Cidhica et Radio-Canada, Montréal, 1996, 114 p.  (ISBN 978-2-89454-028-2)
- Poèmes choisis, 1961-1997, Saint-Hippolyte, Éditions du Noroît, Collection Ovale, 1997, 134 p.  (ISBN 978-2-89018-380-3)

### Enregistrements de poésie
- Quatre Poètes d’Haïti : Davertige, Legagneur, Morisseau, Phelps, Montréal, Productions Caliban, 1982[3].
- Les beaux poèmes d’amour d’Haïti-littéraire dits par Anthony Phelps (Davertige, Legagneur, Morisseau, Philoctète, Phelps), Pétion-Ville, Haïti, CD, 1997[3].
- La poésie contemporaine d’Haïti. Trente-quatre poètes, Pétion-Ville, Haïti, CD, 1998[3].
- Poème pour ne rien faire, poème de Serge Legagneur dit par Pierre Brisson sur son disque À voix basse (volume 1), Port-au-Prince, Productions Batofou, 2004[3].
- Arums pour Tanoushka (extrait), poème dit par Pierre Brisson sur son disque À voix basse (volume 2), Port-au-Prince, Pierre J. Brisson, 2006[3].